# Kanton Hendaye-Côte Basque-Sud
Hendaye-Côte Basque-Sud is een kanton van het Franse departement Pyrénées-Atlantiques. Het kanton maakt deel uit van het arrondissement Bayonne. Het werd gevormd bij decreet van 25 februari 2014, met uitwerking op 22 maart 2015.

## Gemeenten
Het kanton Hendaye-Côte Basque-Sud omvat 3 van de 4 gemeenten van het opgeheven kanton Hendaye, namelijk:
- Biriatou
- Hendaye (hoofdplaats)
- Urrugne